# Agave utahensis
Espèce
Statut de conservation UICN

 LC  : Préoccupation mineure
Agave utahensis est une espèce de la famille des Asparagaceae connu sous le nom vernaculaire Utah agave. Les variétés de l'espèce comprennent l'« agave du Nevada » et l'« agave de Kaibab ». Il s'agit d'une plante vivace succulente qui pousse principalement dans le biome subtropical.

## Description
Agave utahensis est un agave en forme de rosette avec des feuilles bleu-vert à pointes acérées.
L'inflorescence est un très haut racème, atteignant un maximum de 4 m. Elle est généralement jaune ou jaune-vert avec des fleurs bulbeuses jaunes. Les fruits sont des capsules de 1 à 3 centimètres de long contenant des graines noires.

## Répartition
C'est une plante peu commune du sud-ouest désertique des États-Unis, dans les États de l'Utah, du Nevada, de l'Arizona et de la Californie. Bien que les plantes de certaines régions soient menacées, l'espèce est globalement stable et est considérée comme une Préoccupation mineure par l'UICN.

## Usages
Agave utahensis est cultivé comme plante ornementale. Au Royaume-Uni, elle a remporté le Royal Horticultural Society's Award of Garden Merit,.
La plante était utilisée comme nourriture et comme fibre par les peuples amérindiens locaux tels que les Havasupai. Chez les Navajos, la plante est utilisée pour fabriquer des couvertures.

## Liste des sous-espèces et variétés
Selon GBIF (27 juillet 2024) :
- Agave utahensis subsp. kaibabensis (McKelvey) Gentry
- Agave utahensis subsp. utahensis
- Agave utahensis var. eborispina (Hester) Breitung
- Agave utahensis var. nevadensis Engelm. ex Greenm. & Roush

## Systématique
Le nom correct complet (avec auteur) de ce taxon est Agave utahensis Engelm..
Agave utahensis a pour synonymes :
- Agave haynaldii var. utahensis (Engelm.) N.Terracc.
- Agave utahensis var. utahensis